# Schaatsen op de Olympische Winterspelen 2022 - 1000 meter vrouwen
De 1000 meter vrouwen op de Olympische Winterspelen 2022 werd op donderdag 17 februari 2022 in de National Speed Skating Oval in Peking, China verreden.

## Tijdschema
| Datum       | Lokale tijd | MET   |
| ----------- | ----------- | ----- |
| 17 februari | 16:30       | 09:30 |

## Records
Records voor aanvang van de Spelen in 2022. 
| Titelhouder      | Jorien ter Mors | Nederland        | 1:13,56 | Gangneung      | Olympische winterspelen 2018 | 14 februari 2018 |
| Wereldrecord     | Brittany Bowe   | Verenigde Staten | 1:11,81 | Salt Lake City | Wereldbekerfinale 2018/2019  | 9 maart 2019     |
| Olympisch record | Jorien ter Mors | Nederland        | 1:13,56 | Gangneung      | Olympische winterspelen 2018 | 14 februari 2018 |
| Baanrecord       | Isabel Grevelt  | Nederland        | 1:17,89 | Olympic Test   | Olympic Test                 | Olympic Test     |

## Statistieken

### Uitslag
| Plaats | Naam               | Land             | Tijd     | Verschil |
| ------ | ------------------ | ---------------- | -------- | -------- |
| Goud   | Miho Takagi        | Japan            | 1:13,19  | BR       |
| Zilver | Jutta Leerdam      | Nederland        | 1:13,83  | + 0,64   |
| Brons  | Brittany Bowe      | Verenigde Staten | 1:14,61  | + 1,42   |
| 4      | Angelina Golikova  | Russische ploeg  | 1:14,71  | + 1,52   |
| 5      | Antoinette de Jong | Nederland        | 1:14,92  | + 1,73   |
| 6      | Ireen Wüst         | Nederland        | 1:15,11  | + 1,92   |
| 7      | Kimi Goetz         | Verenigde Staten | 1:15,40  | + 2,21   |
| 8      | Vanessa Herzog     | Oostenrijk       | 1:15,644 | + 2,45   |
| 9      | Darja Katsjanova   | Russische ploeg  | 1:15,649 | + 2,45   |
| 10     | Nao Kodaira        | Japan            | 1:15,65  | + 2,47   |
| 11     | Nadezjda Morozova  | Kazachstan       | 1:15,69  | + 2,50   |
| 12     | Alexa Scott        | Canada           | 1:15,79  | + 2,60   |
| 13     | Olga Fatkoelina    | Russische ploeg  | 1:15,87  | + 2,68   |
| 14     | Li Qishi           | China            | 1:15,99  | + 2,80   |
| 15     | Yin Qi             | China            | 1:16,00  | + 2,81   |
| 16     | Kim Min-sun        | Zuid-Korea       | 1:16,49  | + 3,30   |
| 17     | Karolina Bosiek    | Polen            | 1:16,54  | + 3,35   |
| 18     | Ragne Wiklund      | Noorwegen        | 1:16,59  | + 3,40   |
| 19     | Jekaterina Ajdova  | Kazachstan       | 1:16,70  | + 3,51   |
| 20     | Andżelika Wójcik   | Polen            | 1:16,79  | + 3,60   |
| 21     | Jekaterina Sloeva  | Wit-Rusland      | 1:16,83  | + 3,64   |
| 22     | Jin Jingzhu        | China            | 1:16,90  | + 3,71   |
| 23     | Ellia Smeding      | Groot-Brittannië | 1:17,17  | + 3,98   |
| 24     | Huang Yu-ting      | Chinees Taipei   | 1:17,35  | + 4,16   |
| 25     | Kim Hyun-yung      | Zuid-Korea       | 1:17,50  | + 4,31   |
| 26     | Maddison Pearman   | Canada           | 1:17,66  | + 4,47   |
| 27     | Nikola Zdráhalová  | Tsjechië         | 1:18,75  | + 5,56   |
| 28     | Sandrine Tas       | België           | 1:18,79  | + 5,60   |
| 29     | Mihaela Hogaș      | Roemenië         | 1:19,33  | + 6,14   |
| 30     | Park Ji-woo        | Zuid-Korea       | 1:19,39  | + 6,20   |

PR = persoonlijk record

### Startlijst
| Rit        | Binnenbaan        | Buitenbaan         |
| ---------- | ----------------- | ------------------ |
| 1          | Park Ji-woo       | Sandrine Tas       |
| 2          | Alexa Scott       | Ellia Smeding      |
| 3          | Mihaela Hogaș     | Antoinette de Jong |
| 4          | Jekaterina Sloeva | Ragne Wiklund      |
| 5          | Vanessa Herzog    | Yin Qi             |
| 6          | Nadezjda Morozova | Maddison Pearman   |
| 7          | Nikola Zdráhalová | Kim Hyun-yung      |
| 8          | Kim Min-sun       | Karolina Bosiek    |
| Dweilpauze |                   |                    |
| 9          | Huang Yu-ting     | Jin Jingzhu        |
| 10         | Olga Fatkoelina   | Jekaterina Ajdova  |
| 11         | Kimi Goetz        | Jutta Leerdam      |
| 12         | Andżelika Wójcik  | Ireen Wüst         |
| 13         | Miho Takagi       | Angelina Golikova  |
| 14         | Li Qishi          | Nao Kodaira        |
| 15         | Darja Katsjanova  | Brittany Bowe      |

## IJs- en klimaatcondities
| Tijd             | 16:27     | 17:01     | 17:21     | 17:40     |
| Paar             | 1         | 8         | 9         | 15        |
| Luchttemperatuur | 18,4°C    | 18,5°C    | 18,5°C    | 18,5°C    |
| IJstemperatuur   | -10,7°C   | -10,7°C   | -10,8°C   | -10,8°C   |
| Luchtvochtigheid | 21 %      | 20 %      | 20 %      | 20 %      |
| Luchtdruk        | 1.026 hPa | 1.026 hPa | 1.026 hPa | 1.026 hPa |

## Deelnemers

### Lotingsgroepen
| Groep | SOQC                                      | Nr. | Naam               | Rit       |
| ----- | ----------------------------------------- | --- | ------------------ | --------- |
| I     | 6 best gerangschikte deelnemers           | 1   | Brittany Bowe      | 13 t/m 15 |
| I     | 6 best gerangschikte deelnemers           | 2   | Nao Kodaira        | 13 t/m 15 |
| I     | 6 best gerangschikte deelnemers           | 3   | Miho Takagi        | 13 t/m 15 |
| I     | 6 best gerangschikte deelnemers           | 4   | Angelina Golikova  | 13 t/m 15 |
| I     | 6 best gerangschikte deelnemers           | 5   | Darja Katsjanova   | 13 t/m 15 |
| I     | 6 best gerangschikte deelnemers           | 6   | Li Qishi           | 13 t/m 15 |
| II    | 7 tot nummer 12 gerangschikte deelnemers  | 7   | Jutta Leerdam      | 10 t/m 12 |
| II    | 7 tot nummer 12 gerangschikte deelnemers  | 8   | Kimi Goetz         | 10 t/m 12 |
| II    | 7 tot nummer 12 gerangschikte deelnemers  | 9   | Jekaterina Ajdova  | 10 t/m 12 |
| II    | 7 tot nummer 12 gerangschikte deelnemers  | 10  | Andżelika Wójcik   | 10 t/m 12 |
| II    | 7 tot nummer 12 gerangschikte deelnemers  | 11  | Ireen Wüst         | 10 t/m 12 |
| II    | 7 tot nummer 12 gerangschikte deelnemers  | 12  | Karolina Bosiek    | 10 t/m 12 |
| III   | 13 tot nummer 18 gerangschikte deelnemers | 13  | Han Mei            | 7 t/m 9   |
| III   | 13 tot nummer 18 gerangschikte deelnemers | 14  | Huang Yu-ting      | 7 t/m 9   |
| III   | 13 tot nummer 18 gerangschikte deelnemers | 15  | Nikola Zdráhalová  | 7 t/m 9   |
| III   | 13 tot nummer 18 gerangschikte deelnemers | 16  | Kim Hyun-yung      | 7 t/m 9   |
| III   | 13 tot nummer 18 gerangschikte deelnemers | 17  | Jin Jingzhu        | 7 t/m 9   |
| III   | 13 tot nummer 18 gerangschikte deelnemers | 18  | Kim Min-sun        | 7 t/m 9   |
| IV    | 19 tot nummer 24 gerangschikte deelnemers | 19  | Olga Fatkoelina    | 4 t/m 6   |
| IV    | 19 tot nummer 24 gerangschikte deelnemers | 20  | Ragne Wiklund      | 4 t/m 6   |
| IV    | 19 tot nummer 24 gerangschikte deelnemers | 21  | Vanessa Herzog     | 4 t/m 6   |
| IV    | 19 tot nummer 24 gerangschikte deelnemers | 22  | Maddison Pearman   | 4 t/m 6   |
| IV    | 19 tot nummer 24 gerangschikte deelnemers | 23  | Nadezhda Morozova  | 4 t/m 6   |
| IV    | 19 tot nummer 24 gerangschikte deelnemers | 24  | Jekaterina Sloeva  | 4 t/m 6   |
| V     | overige deelnemers                        | 25  | Alexa Scott        | 1 t/m 3   |
| V     | overige deelnemers                        | 26  | Ellia Smeding      | 1 t/m 3   |
| V     | overige deelnemers                        | 27  | Park Ji-woo        | 1 t/m 3   |
| V     | overige deelnemers                        | 28  | Mihaela Hogaș      | 1 t/m 3   |
| V     | overige deelnemers                        | 29  | Sandrine Tas       | 1 t/m 3   |
| V     | overige deelnemers                        | 30  | Antoinette de Jong | 1 t/m 3   |

### Afmeldingen
Voor aanvang van de Winterspelen
- Quotaplek  Zwitserland #1 (Kaitlyn McGregor; niet voldaan aan de eisen van de Swiss Olympic Association) → vervangen door  België #1 (Sandrine Tas)

Voor aanvang van de wedstrijd
- Quotaplek  Wit-Rusland #2 (Anna Nifontova) vervangen door  Zuid-Korea #3 (Park Ji-woo)